# F. W. Murnau
Friedrich Wilhelm Murnau, de nom real Friedrich Wilhelm Plumpe, però habitualment anomenat F. W. Murnau (Bielefeld, 28 de desembre del 1888 - Santa Bàrbara, 11 de març del 1931), fou un director de cinema alemany, considerat com un dels mestres del cinema expressionista alemany.

## Biografia
Friedrich W. Plumpe era fill de l'amo d'una manufactura tèxtil a Bielefeld. Va estudiar literatura, història de l'art, filosofia i música a la prestigiosa Universitat d'Heidelberg, abans d'instruir-se en teatre i cinematografia al costat de Max Reinhardt, amb qui va arribar a col·laborar. El 1909, per no pertorbar la seva família amb el cognom Plumpe, va adoptar el nom artístic FW Murnau, elegit d'un poble d'alta Baviera: l'havia conegut en un viatge en bicicleta amb el seu amic Hans Ehrenbau-Degele.
Quan va esclatar la Primera Guerra Mundial, es va interrompre la seva carrera teatral, ja que Murnau es va unir al combat com a pilot aeri, i va patir un greu accident aeri a Suïssa.
En finalitzar la contesa, Murnau es va poder adscriure, encara que només en part, a aquest moviment expressionista, dins del cinema alemany, que es va desenvolupar durant la dècada de 1920, produint una obra variada i originalíssima, ja a Berlín, en la qual així mateix es nota el ressò de Max Reinhardt. En tot cas, s'ha de veure també com una prolongació del romanticisme alemany.
El seu prestigi el va conduir a anar a la capital del cinema nord-americà amb un contracte amb la Fox, entre 1926 i 1931 (encara que va intentar treballar de nou a Alemanya, de la qual no estava desconnectat en absolut). Poc després de la finalització del rodatge del seu últim film americà, i abans de l'estrena, Murnau va morir després d'un accident automobilístic, a Santa Mònica, l'11 de març del 1931.
Va ser enterrat a Alemanya, al cementiri de Stanndorf, prop de Berlín, al mausoleu familiar amb els seus pares i germans. En els anys 70 la cripta va ser profanada i el taüt obert, però dècades més tard, el 15 de juliol del 2015 es va descobrir que l'entrada al mausoleu havia tornat a ser forçada. Ara, a més de tornar a obrir el taüt amb una palanca, s'havien portat el crani. Les restes recents de cera fora sobre el taüt apunten a un ritual satànic.

## Trajectòria
Murnau va començar amb El noi en blau, de 1919, i va rodar a l'inici per tres vegades amb el mateix director de fotografia (Karl Hoffmann, anomenat el Mag), 3 fins a arribar a vuit films, fins a fer la seva pel·lícula més famosa, Nosferatu. Eine Symphonie des Grauens, de 1922.
Ja amb El castell Vogelöd, de 1921, que va rodar només en setze dies, Murnau va posar en evidència la seva especial talent per crear una atmosfera angoixant. I aquesta habilitat, més refinada i amb més reflexió el va portar al seu Nosferatu, eine Symphonie des Grauens. Aquesta era una adaptació peculiar de la cèlebre novel·la Dràcula de Bram Stoker, el que va provocar la denúncia de la seva vídua per infringir els drets d'autor, ja que no es van pagar els deguts drets. Murnau va perdre el plet i va ser condemnat a destruir totes les còpies, però unes poques es van emmagatzemar i van conservar, el que va permetre que en l'actualitat Nosferatu estigui perfectament disponible per al públic en general.
Nosferatu, eine Symphonie des Grauens presentava l'Alemanya desmoralitzada derrotada després de la Primera Guerra Mundial, fent al vampir (l'actor alemany Max Schreck) semblar una rata que sabia on conduir la plaga. L'origen de la paraula és la manera de designar el vampir dels ciutadans romanesos de la novel·la de Bram Stoker. "Nosferatu" també sona semblant al grec "nosophoros", traduïble com "portador de plagues", possible arrel del nom. Werner Herzog, en una línia romàntica molt personal (que es volia enllaçar expressament amb Murnau), va fer una versió personal d'aquesta història de vampirisme, l'any 1979.
La següent pel·lícula que va dirigir va ser El nou fantomas. El guió era de Thea von Harbou (primera esposa de Fritz Lang, després lliurada al nacionalsocialisme) i està basada en una novel·la de Gerhart Hauptmann (premi Nobel de Literatura el 1912), Phantom. El títol es refereix als fantasmes personals del protagonista (un funcionari modest que espera ser reconegut poeta), com a la jove de classe elevada a la que adora (i que ha conegut després de ser atropellat pel seu carruatge).
Gairebé tan important com Nosferatu en la filmografia de Murnau va ser Der Letzte Mann, de 1924, considerada com una de les seves millors obres, escrita per Carl Mayer i protagonitzada per Emil Jannings. Sovint considerada la segona millor pel·lícula de tots els temps pels crítics internacionals, la pel·lícula va introduir la càmera de punt de vista subjectiu, on la càmera "veu" com els ulls del protagonista, i els efectes visuals per representar l'alteració de l'estat psicològic d'un personatge.
Der Letzte Mann és, junt amb la seva Tartuf, de 1926, el film més ambiciós del director. En ambdós casos, ressalta el tema de l'aparença, enganxada gairebé a la pell dels seus personatges. Der Letzte Mann s'assembla més al teatre de cambra alemany, que és el que imposa un relat pausat (sense comptar l'actuació mica insistent de Jannings). En Herr Tartüff, basat en la comèdia de Molière però d'una manera molt alemanya, torna a treballar amb el mateix equip (Carl Mayer, Emil Jannings], per narrar la hipocresia d'un individu presumptament virtuós que vol apoderar d'una fortuna. Va afegir al text molieresc un prefaci i un epíleg moderns, que actualitzen la història de Tartufo.
L'última pel·lícula alemanya de Murnau va ser la caríssima Faust (1926), amb Gösta Ekman de protagonista, Emil Jannings com Mefistòfil i Camilla Horn com Gretchen. La pel·lícula de Murnau imita el ritme clàssic de la història de Faust de la versió de Goethe, però la seva narració és molt personal. Compte, tranquil i innovador, el film conté moltes imatges memorables i efectes especials alarmants, amb una acurada atenció als clarobscurs. L'escena més cridanera presenta a Mefistòfil (Jannings) com una figura gegant i burleta, amb banyes i ales negres, que plana sobre una ciutat sembrant les llavors de la plaga. Són especialment excel·lents les interpretacions d'Ekman de vell, que es va rejovenint al llarg del film, partint d'un barbut ancià a un atractiu jove, així com la del citat Jannings -personatge sinistre, amarg i cínico- i la de la pràcticament desconeguda Camilla Horn, representant memorablement a la tràgica Gretchen.
Es creu que la majoria de les seves pel·lícules alemanyes no es conserven, però la Fundació Murnau (Murnau Stiftung) d'Alemanya ha vingut reconstruint vells films seus, com El castell Vogeloed, de 1921, o més encara com Phantom, de 1922, que es va considerar perduda durant molts anys fins que el 2002 es va trobar una còpia en bon estat i va poder editar-se amb afegits.
Murnau va emigrar a Hollywood el 1926, on va treballar per a la 20th Century Fox. Va realitzar el 1927 Sunrise: A Song of Two Humans, citada com una de les millors pel·lícules de tots els temps, que va rebre el primer Oscar a la millor qualitat de producció, atorgat al propi director.
Murnau va tornar a Berlín el 1927, però les seves negociacions amb la gran productora alemanya, la UFA, no van donar resultat.
L'arribada del cinema sonor va suposar que abandonés momentàniament de la seva carrera després dels fracassos de City Girl, 1928, i Four Devils, el que li va fer emprendre un viatge pel sud del Pacífic. Aquest viatge va quedar reflectit en la seva última pel·lícula: Tabú, que va realitzar en companyia de Robert Flaherty, encara que les discrepàncies entre els dos directors van provocar que finalment Flaherty acabés renunciant.

## Filmografia
- 1919: Der Knabe in Blau
- 1920: Satanas

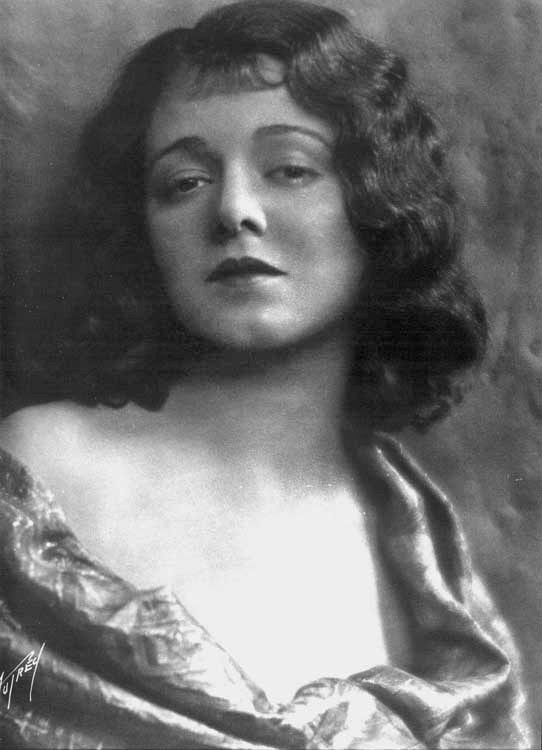
Janet Gaynor, heroïna de Sunrise: A Song of Two Humans (1927)

- 1920: Der Bucklige und die Tänzerin
- 1920: Der Januskopf
- 1920: Abend... Nacht... Morgen
- 1920: Der Gang in die Nacht
- 1920: Sehnsucht
- 1921: Schloss Vogelöd
- 1922: Marizza, gennant die Schmuglermadonna
- 1922: Nosferatu (Nosferatu, eine Symphonie des Grauens)
- 1922: Der brennende Acker
- 1922: Phantom
- 1923: Die Austreibung
- 1924: Die Finanzen des Grossherzogs
- 1924: Der letzte Mann
- 1926: Herr Tartüff
- 1926: Faust, eine deutsche Volkssage
- 1927: Sunrise: A Song of Two Humans
- 1928: 4 Devils
- 1930: City Girl
- 1931: Tabu

## Premis
- 1927: Oscar (Academy Award for Best Unique and Artistic Quality of Production) per a Sunrise: A Song of Two Humans.
- 1927: Oscar a la millor actriu per a Janet Gaynor en la seva interpretació de «la Dona» a Sunrise: A Song of Two Humans, pel·lícula que va rebre el mateix any l'Oscar a la millor pel·lícula.